# جونیور کابانانگا
جونیور کابانانگا (انگلیسی: Junior Kabananga؛ زادهٔ ۴ آوریل ۱۹۸۹) بازیکن فوتبال اهل جمهوری دموکراتیک کنگو است.
از باشگاه‌هایی که در آن بازی کرده‌است می‌توان به باشگاه فوتبال النصر عربستان سعودی، باشگاه فوتبال کاردمیر قره‌بوک‌اسپور، باشگاه فوتبال آستانه، باشگاه فوتبال سرکل بروژ، باشگاه ورزشی القطر، باشگاه فوتبال اندرلشت، و باشگاه فوتبال شاختیور سالیهورسک اشاره کرد.
وی همچنین در تیم ملی فوتبال جمهوری کنگو بازی کرده‌است.